# Antiguo Palacio Municipal de Jaro
El Antiguo Palacio Municipal de Jaro es un edificio patrimonial que anteriormente sirvió como sede del gobierno de la antigua ciudad de Jaro en la provincia de Iloílo.

## Historia

### Construcción y uso
El Antiguo Ayuntamiento fue construido por Demetrio Ledesma, quien era el presidente municipal de Jaro, que entonces era una unidad administrativa separada de la  ciudad de Iloilo. En 1933, el edificio estaba en construcción y se completó en 1934. En 1941, Jaro fue absorbido por la ciudad de Iloilo, lo que significó que el edificio ya no funciona como Palacio municipal. Luego se utilizó como sede de la policía de Jaro y, además del edificio, se construirían el Centro de Salud de Jaro y la Estación de Bomberos de Jaro.
En 2014, el Ayuntamiento de Iloilo aprobó una ordenanza que donó el edificio al Museo Nacional de Filipinas para que la organización pueda utilizar el edificio como oficina regional. Se realizaron trabajos de restauración en el edificio que costó alrededor de ₱20 millones. En 2017, el Museo Nacional se mudó al edificio y estableció una oficina satélite para la Región 6 (Visayas Occidental). El Museo Nacional también utiliza el edificio como sitio para su formación, conferencias, seminarios y otros servicios.

### Arquitectura
El edificio fue construido en estilo Art Decó por el arquitecto Juan Arellano. Tiene 2 pisos de altura, está hecho de una mezcla de hormigón y tiene una 100 metros cuadrados (1076,4 ft²).

## Designación de patrimonio
El representante del distrito solitario de la ciudad de Iloilo, Jerry Treñas, fue el autor de la Ley de la República 1055 o la "Ley que declara la Catedral Jaro, la Iglesia Molo, el Distrito Comercial Central de la Ciudad de Iloilo, el Fuerte San Pedro, el Complejo Jaro Plaza, el Complejo Molo Plaza y el Complejo Plaza Libertad" que declaró sitios históricos en la ciudad de Iloilo, que incluye el antiguo palacio municipal como parte de una Zona de Turismo de Patrimonio Cultural. Esto llevó a la restauración del edificio. Después de que se completaron los esfuerzos de rehabilitación del edificio, el Museo Nacional de Filipinas declaró el sitio como "Propiedad Cultural Importante" el 17 de febrero de 2017.